# 3573 Holmberg
För andra betydelser, se Holmberg.
3573 Holmberg eller 1982 QO1 är en asteroid upptäckt den 16 augusti 1982 av den svenske astronomen Claes-Ingvar Lagerkvist och Kjell Olofsson vid La Silla-observatoriet. Asteroiden har fått sitt namn efter den svenske astronomen Erik Holmberg, som gjorde sig känd för sin forskning om galaxer. Han arbetade vid Lunds universitet, Uppsala universitet och var föreståndare för Uppsala astronomiska observatorium 1959-1975.
Den tillhör asteroidgruppen Flora.